# ウィリアム・サーストン
ウィリアム・サーストン （William Paul Thurston, 1946年10月30日 - 2012年8月21日）はアメリカの数学者。コーネル大学教授。専門はトポロジーと幾何学。ワシントンD.C.生まれ。

## 人物・業績
- 結び目補空間の分類（双曲結び目、トーラス結び目、サテライト結び目）
- サーストンのモンスター定理（ハーケン多様体には幾何構造が入る）
- 葉層構造においてconfoliationの理論の提唱
- 曲面の微分同相の分類理論
- アールフォース予想の部分的解決
- グロモフ=サーストンの剛性定理
- Geometrically tameの導入によるEnding Lamination予想における貢献
- ベアーズ・サーストン予想の提起

などにより、3次元多様体論、双曲幾何学、トポロジー、幾何学的群論、複素力学系における絶大な貢献をした超直観型の数学者。
サーストンはポアンカレ予想の解法を考察する過程で、「コンパクト3次元多様体は、幾何構造を持つ8つの部分多様体に分解される」という3次元多様体の分類に関する幾何化予想(1982年)を提唱し、3次元幾何学における強力な指導原理となっていた。リチャード・ストレイト・ハミルトンのリッチフローには「リッチフローの特異点問題」という別の問題が知られていたが、グリゴリー・ペレルマンが「手術」と呼ぶ新たな手法で特異点を解消する方法をリッチフローに付け加えることを考案し、幾何化予想の証明を発表するとともに、その系としてポアンカレ予想をも解決した。
また、デイヴィッド・ガバイ（David Gabai, プリンストン大学教授）、ヤイル・ミンスキー（Yair Minsky, イェール大学教授）、リチャード・カナリー（Richard Canary, ミシガン大学教授）などの優れた数学者を育てた。
幼い頃から押し付けられて勉強するのが大嫌いな性格で、小学校の教師からは「いつも空想に耽っている怠け者」だという評価を受けていた。しかし数学者になった後、そのような性格が非常に数学に合っているということに気付いたと語っている。

## 略年譜
- 1967年 - ニューカレッジ・オブ・フロリダ（英語版）を卒業。
- 1972年 - カリフォルニア大学バークレー校で博士号を取得。
- 2003年 - コーネル大学教授に就任。
- 2012年8月21日 - 悪性黒色腫のために死去[2]。65歳没。

## 受賞歴
- 1976年 - アメリカ数学会よりヴェブレン賞
- 1979年 - アラン・T・ウォーターマン賞
- 1982年 - 国際数学者会議よりフィールズ賞
- 2012年 - アメリカ数学会よりスティール賞（独創的研究部門）